# Strawberry Fields Forever
"Strawberry Fields Forever" là ca khúc của ban nhạc rock người Anh, The Beatles. Ca khúc được viết bởi John Lennon song vẫn được ghi cho Lennon-McCartney. Bài hát được lấy cảm hứng từ những hồi ức tuổi thơ của Lennon khi chơi ở khu vườn cũ của Cứu Thế Quân có tên "Strawberry Field" ở gần nhà.
"Strawberry Fields Forever" vốn được viết để cho vào album Sgt. Pepper's Lonely Hearts Club Band (1967) và thực tế là ca khúc đầu tiên được thu âm cho quá trình thực hiện album này, tuy nhiên sau đó lại buộc phải phát hành dưới dạng đĩa đơn cùng một ca khúc của McCartney, "Penny Lane". "Strawberry Fields Forever" đạt vị trí số 8 tại Mỹ cùng với đó là rất nhiều đánh giá coi đây là một trong số những ca khúc xuất sắc nhất của ban nhạc. Đây cũng được coi là một ví dụ điển hình của thể loại psychedelic rock và từng được hát lại bởi rất nhiều nghệ sĩ. Sau này, ca khúc được cho vào bản LP Magical Mystery Tour tại Mỹ (còn ở Anh là bản EP-kép cùng tên). Khu tưởng niệm John Lennon, Strawberry Fields, đặt tại Công viên Trung tâm thành phố New York được lấy tên từ chính ca khúc này.

## Thành phần tham gia sản xuất
Theo Ian MacDonald
- John Lennon – hát chính, guitar acoustic, piano, bongo.
- Paul McCartney – mellotron, bass, timpani.
- George Harrison – guitar điện, guitar Hawaii, maraca, swarmandal.
- Ringo Starr – trống, chũm chọe.
- George Martin – sản xuất, hòa âm cello và trumpet.
- Geoff Emerick – kỹ thuật viên âm thanh.
- Mal Evans – sắc-xô.
- Neil Aspinall – guiro.
- Terry Doran – maraca.
- Tony Fisher, Stanley Roderick, Greg Bowen, Derek Watkins – trumpet.
- John Hall, Derek Simpson, Norman Jones – cello.